# Rudolf Wanzl
Rudolf Wanzl (ur. 1924, zm. 2011) – sudeckoniemiecki przedsiębiorca, jeden ze współtwórców współczesnego wózka sklepowego.
Wanzl urodził się jako najstarszy syn ślusarza i przedsiębiorcy Rudolfa Wanzla seniora. Po II wojnie światowej rodzina została wysiedlona z Giebau w Kraju Sudetów i wyjechała do Leipheim w Szwabii. Razem z ojcem założył w 1947 roku warsztat naprawy wag. Z niego wyrósł następnie koncern Wanzl Metallwarenfabrik. W 1998 roku przekazał zarządzanie firmą swojemu synowi, Gottfriedowi.

## Odznaczenia i wyróżnienia
- Bayerische Gründerpreis za całokształt twórczości
- Order Zasługi Republiki Federalnej Niemiec 1 Klasy
- Honorowy obywatel miasta Leipheim